# Stadtteilfriedhof Lindener Berg

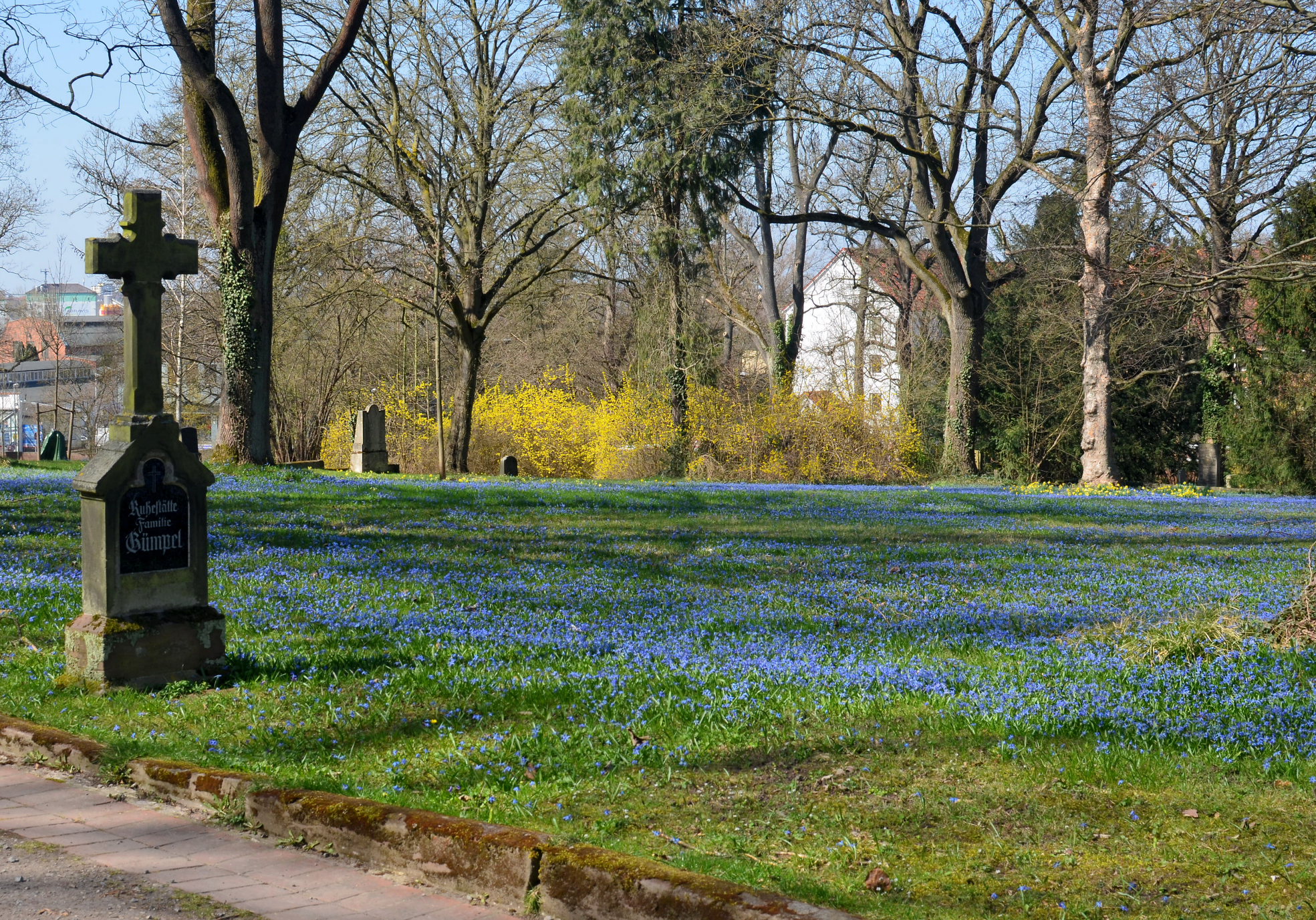
Scillablüte auf dem Friedhof im April 2021

Der Stadtteilfriedhof Lindener Berg ist ein zur Zeit des Königreichs Hannover angelegter Friedhof, der heute eine denkmalgeschützte Parkanlage in Hannover darstellt. Ihre Blaustern (Scilla) -blüte im März zieht jedes Jahr tausende Besucher an.

## Beschreibung
Standort des heute rund 6,1 Hektar großen Parks mit seinen zum Teil als Alleen an parallel angelegten Wegen unter der Adresse Am Lindener Berge 44 ist der Lindener Berg als „Hausberg“ Hannovers. Der dortige Küchengarten-Pavillon ist Sitz des gemeinnützigen Vereins Quartier e.V., dessen Mitglieder sich insbesondere in der Vermittlung der Geschichte des Stadtteils Linden engagieren und Ausstellungen organisieren.

## Geschichte

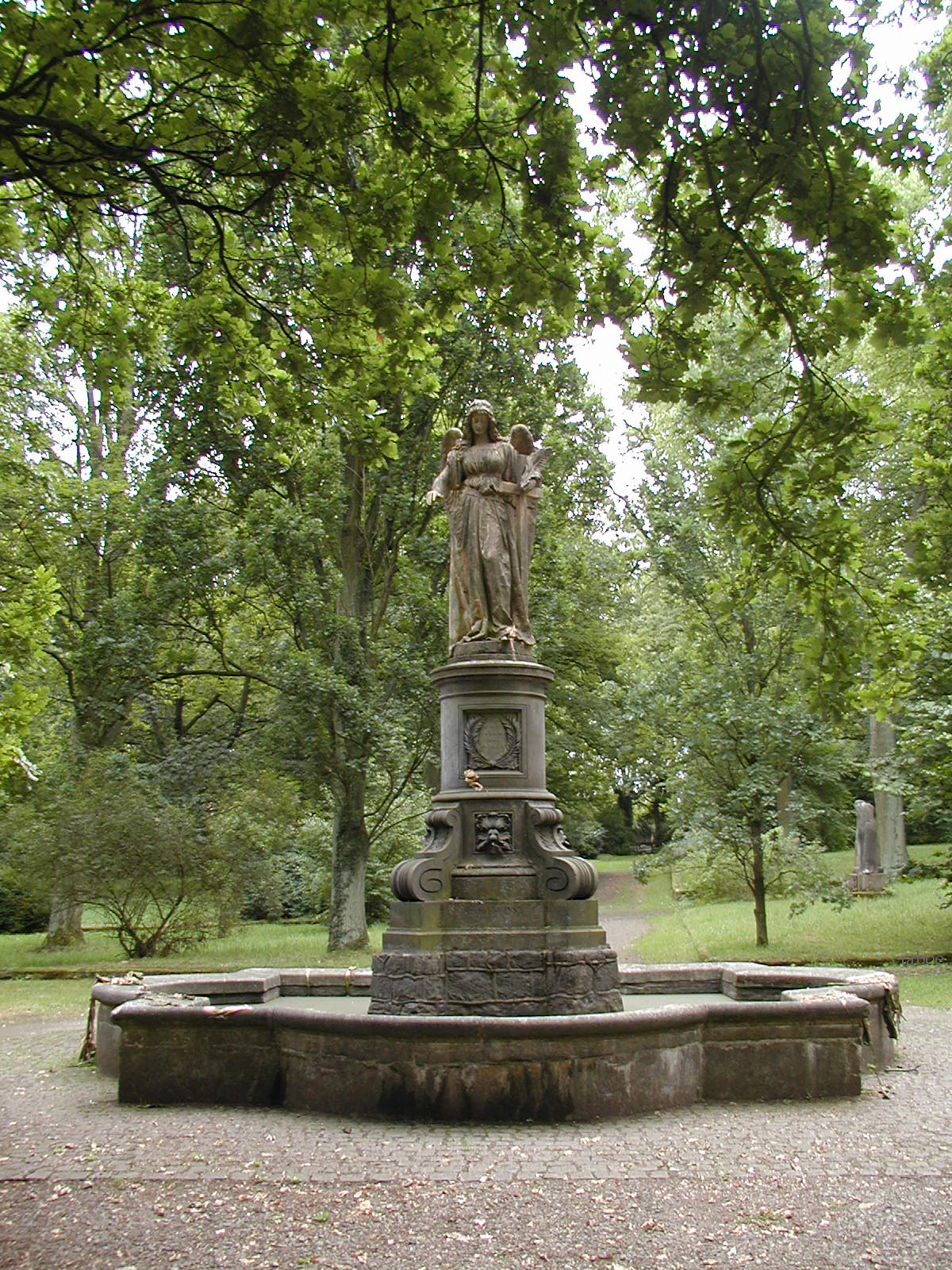
Der 1884 aufgestellte Brunnen mit dem „Friedensengel“ von Karl Gundelach

Der Friedhof wurde 1862 angelegt als Begräbnisstätte der evangelisch-lutherischen Gemeinde der Kirche St. Martin, nachdem der Industrielle Georg Egestorff der Gemeinde das Grundstück hierfür geschenkt hatte. Den ältesten Abschnitt des Friedhofes mit seinen zahlreichen Grabstellen zum Teil noch aus dem 19. Jahrhundert stellt das seinerzeit im Gebiet der späteren Kapelle und dem Brunnen angelegte Gelände dar.
1864 konnte auf dem Gelände die von dem Architekten Conrad Wilhelm Hase entworfene Friedhofskapelle eingeweiht werden.
Im Jahr der Ausrufung des Deutschen Kaiserreichs schenkten die Erben Egestorffs 1871 der Gemeinde ein weiteres Grundstück zur Friedhofs-Erweiterung. Zusätzliche Flächen kamen in den Jahren 1874, 1884 und 1894 hinzu. Ebenfalls 1884 wurde im Zentrum des Geländes der Brunnen errichtet mit der von dem Bildhauer Karl Gundelach aus Sandstein geschaffenen Figur des „Friedensengels“.
1906 wurde der Bergfriedhof von Linden übernommen; das ehemals „größte Dorf Preußens“ war längst zur Industriestadt aufgestiegen und hatte bereits 1885 die Stadtrechte erhalten. Nachdem nur zwei Jahre später 1908 jedoch der neue Hauptfriedhof Lindens, der Stadtfriedhof Ricklingen, eröffnet worden war, wurden auf dem Bergfriedhof nur noch Bestattungen in den Erbbegräbnisstätten zugelassen.
Noch vor dem Ersten Weltkrieg wurde der Küchengarten-Pavillon, der 1911 von seiner ursprünglichen Stelle am herzoglichen Küchengarten abgebaut worden war, auf dem südlichen Hauptweg des Bergfriedhofes wieder aufgebaut. Zur Zeit der Weimarer Republik diente der Pavillon dann als Gedenkstätte für die Kriegsgefallenen Lindens, später auch als Atelier und für Kunstausstellungen.
Zur Zeit des Nationalsozialismus wurde 1937 auch das Portal vom 1866 aufgegebenen Küchengarten, nachdem es zunächst in einen Privatgarten an der Ihme versetzt worden war, zum Bergfriedhof transloziert und vor die Allee in die südliche Friedhofsmauer eingebaut.
Zum Ausbau der Badenstedter Straße wurde 1960 ein Teil des Friedhofsgeländes abgegeben. Rund fünf Jahre später wurde der Friedhof 1965 zur Parkanlage für die Öffentlichkeit ausgewiesen.
Auf dem Friedhof findet sich die leicht beschädigte Galvanoplastik eines Engels, deren Form der Leipziger Bildhauer Adolf Lehnert für die Württembergische Metallwarenfabrik (WMF) schuf.

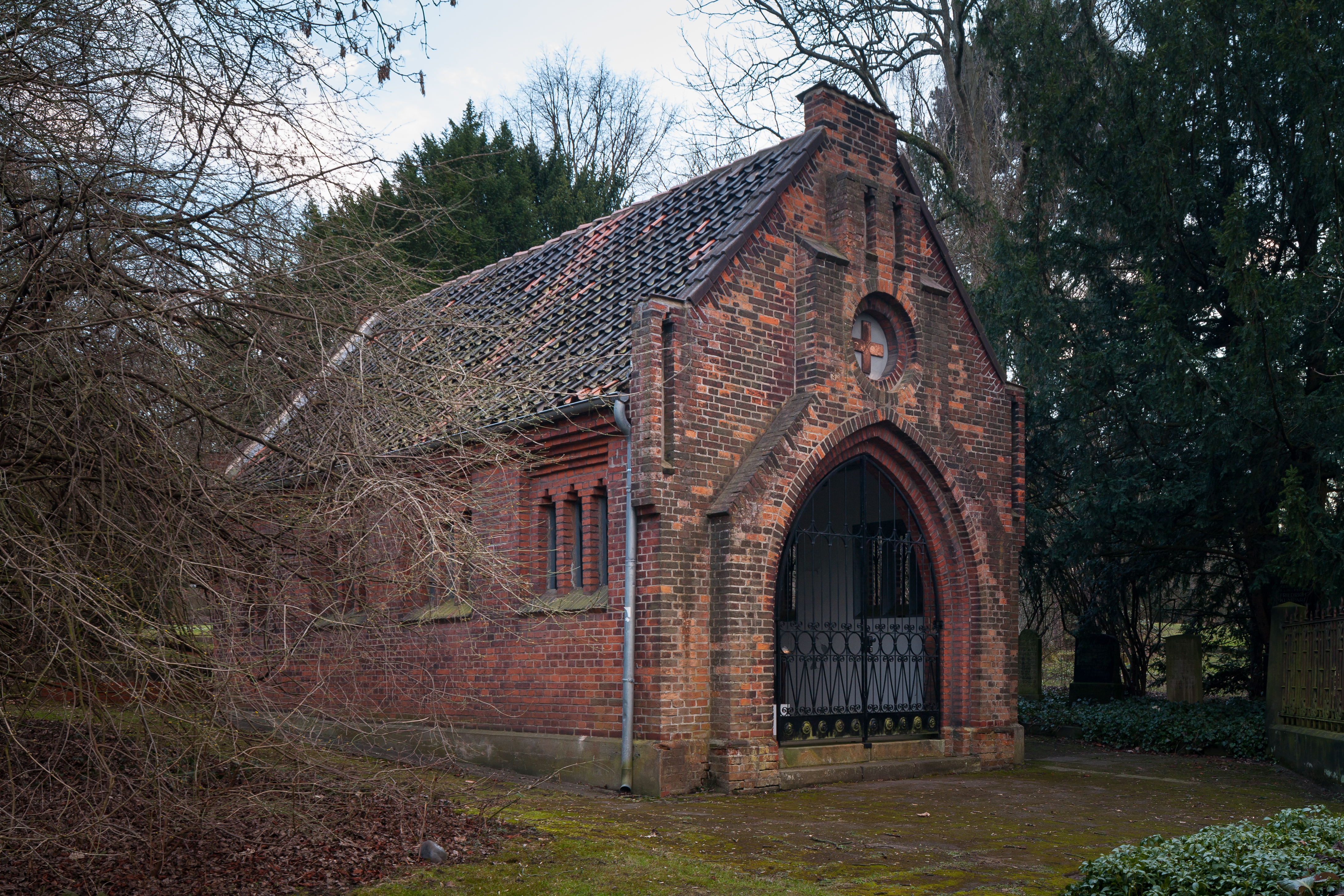
Die 1864 von Conrad Wilhelm Hase errichtete Kapelle
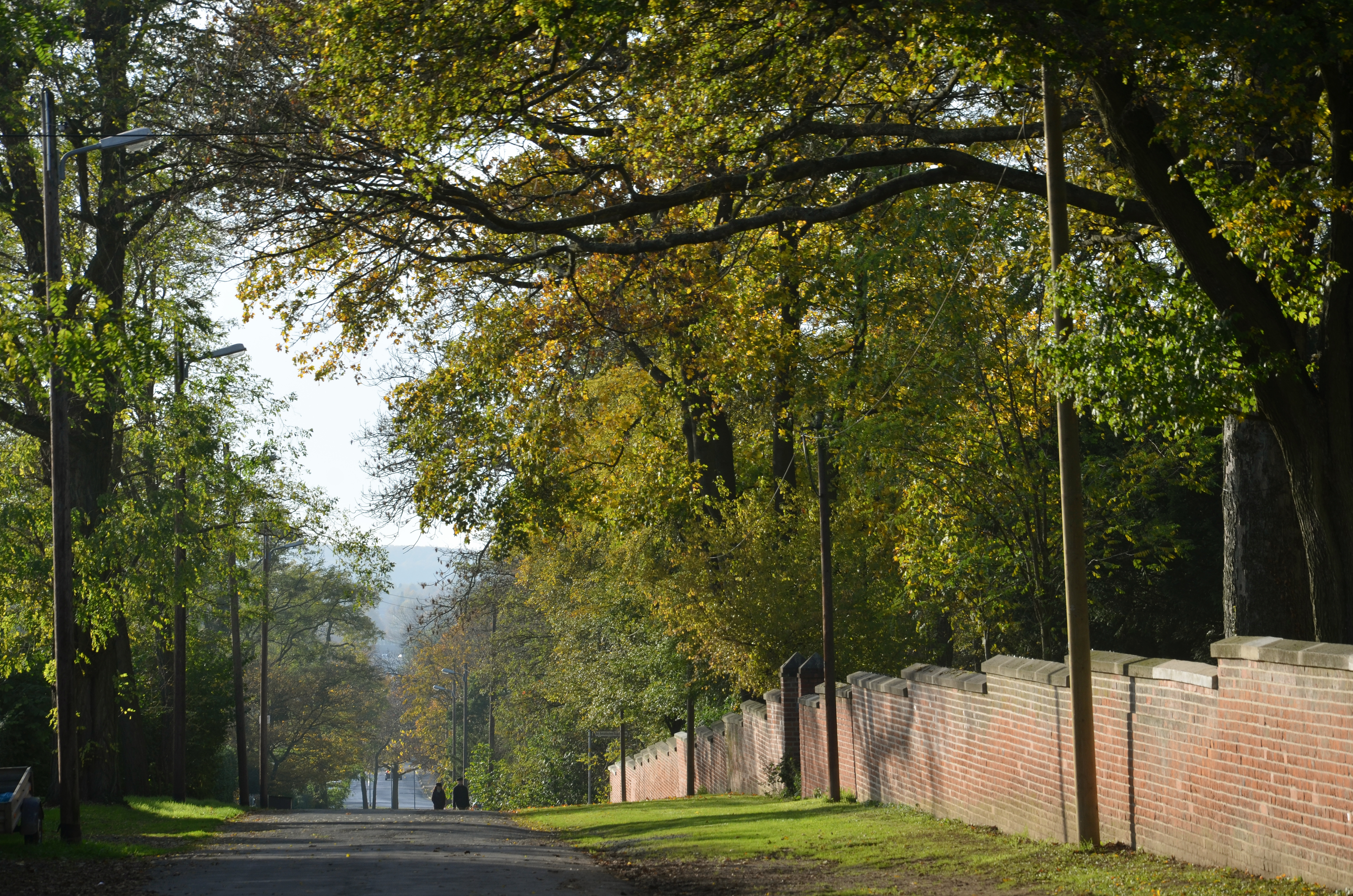
Die denkmalgeschützte Friedhofsmauer, hier mit Blick in Richtung Botanischer Schulgarten und Benther Berg
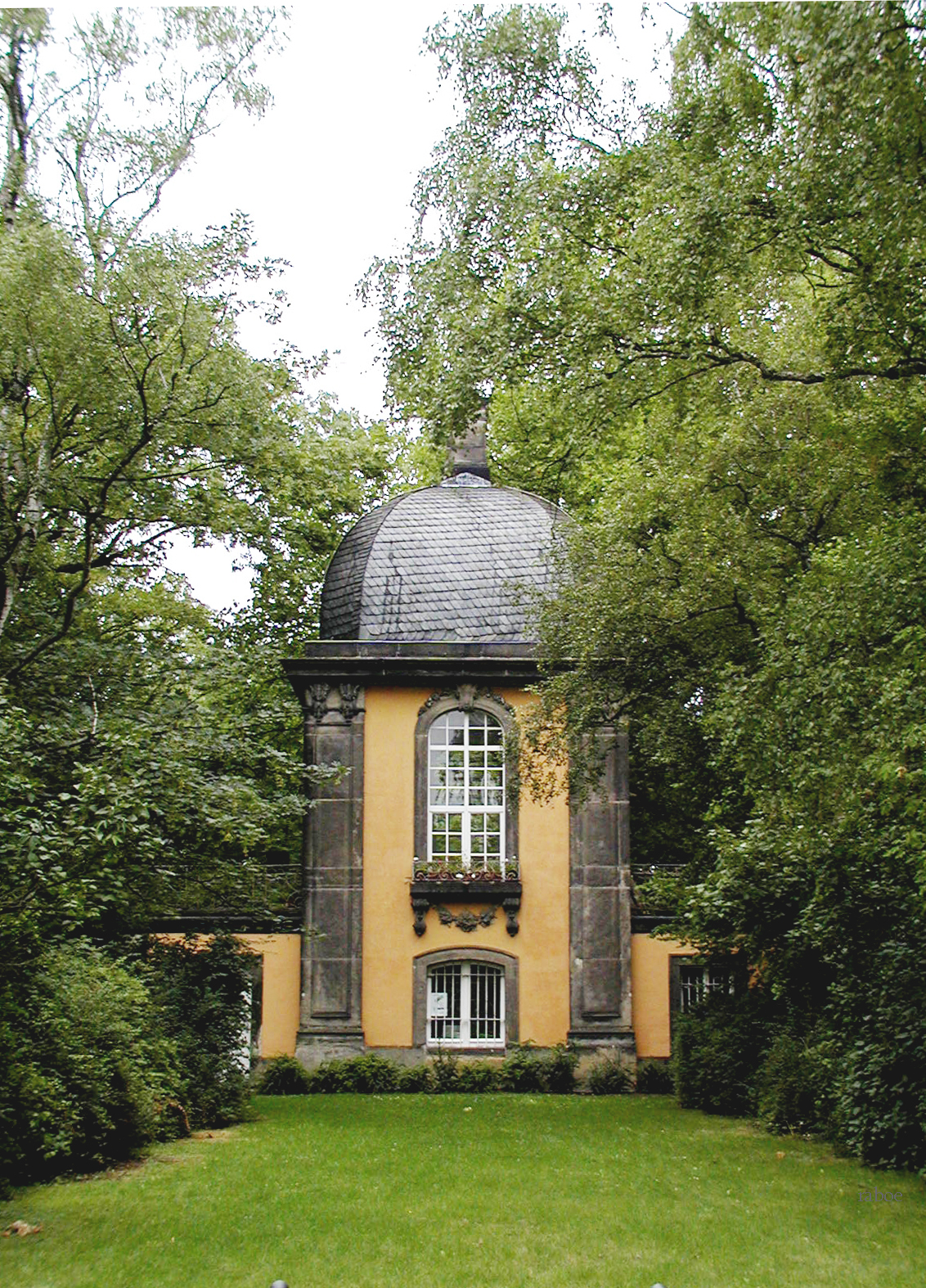
Der Küchengarten-Pavillon, gesehen von der Allee am Friedhofseingang

## Die Grabstätten
Nachdem seit 1965 nur noch wenige Beisetzungen in den vererbten Familiengräbern vorgenommen wurden, fanden sich im Jahr 2008 noch insgesamt 130 erhaltene Grabstätten. Zu den bekannten Gräbern zählen diejenigen von
- dem Adelsgeschlecht von Alten[1]
- Carl Buchheister;[1]
- Heinrich Loges;[1]
- Hermann Heinrich Stephanus[1]
- Ludwig Poppelbaum[8]
- sowie von einigen Bauernfamilien aus Linden und der Umgebung.[2]

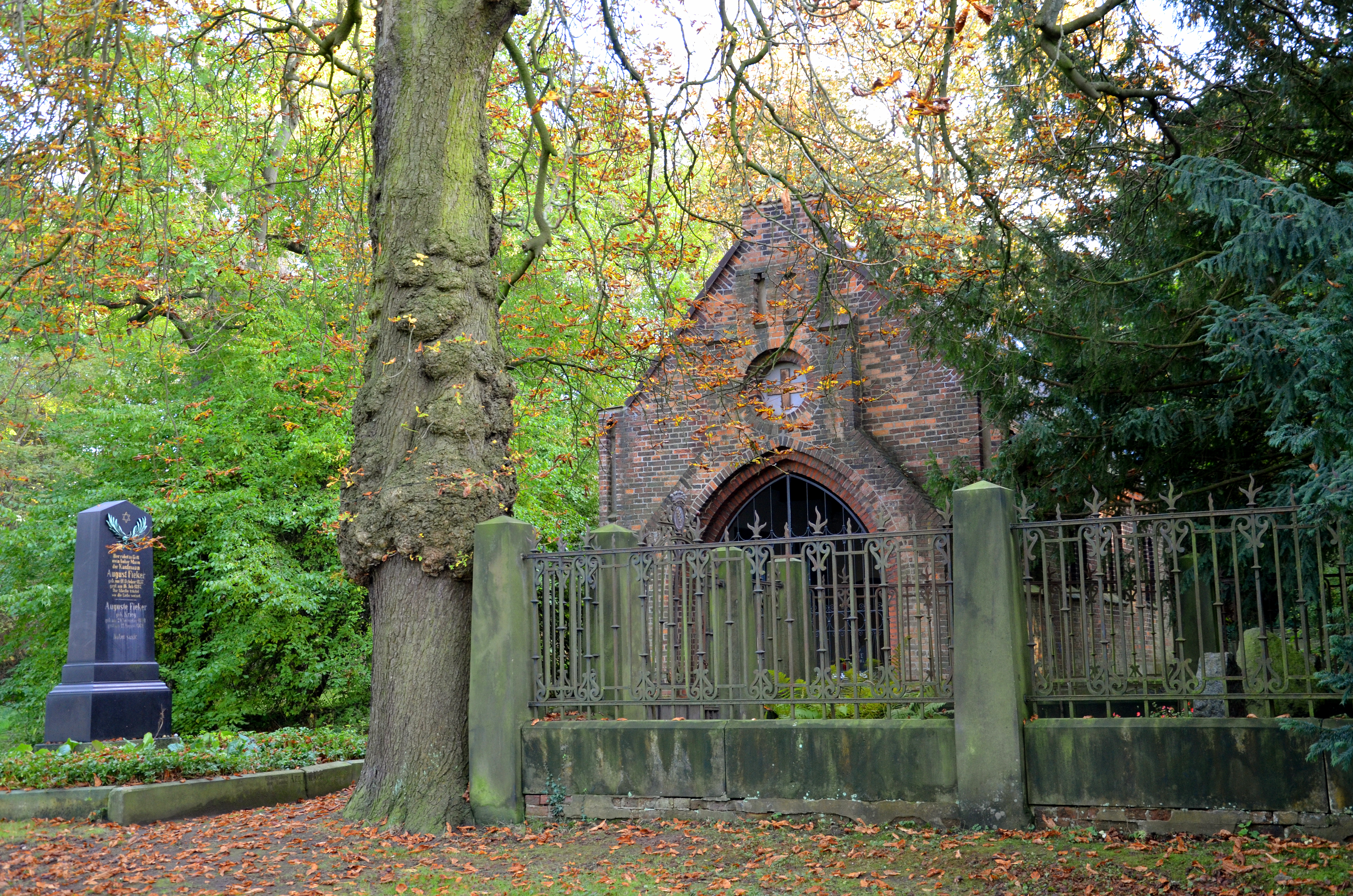
Eingefriedete Familiengrabstätte eines Teils des Lindener Zweiges der Adelsfamilie von Alten vor der Kapelle
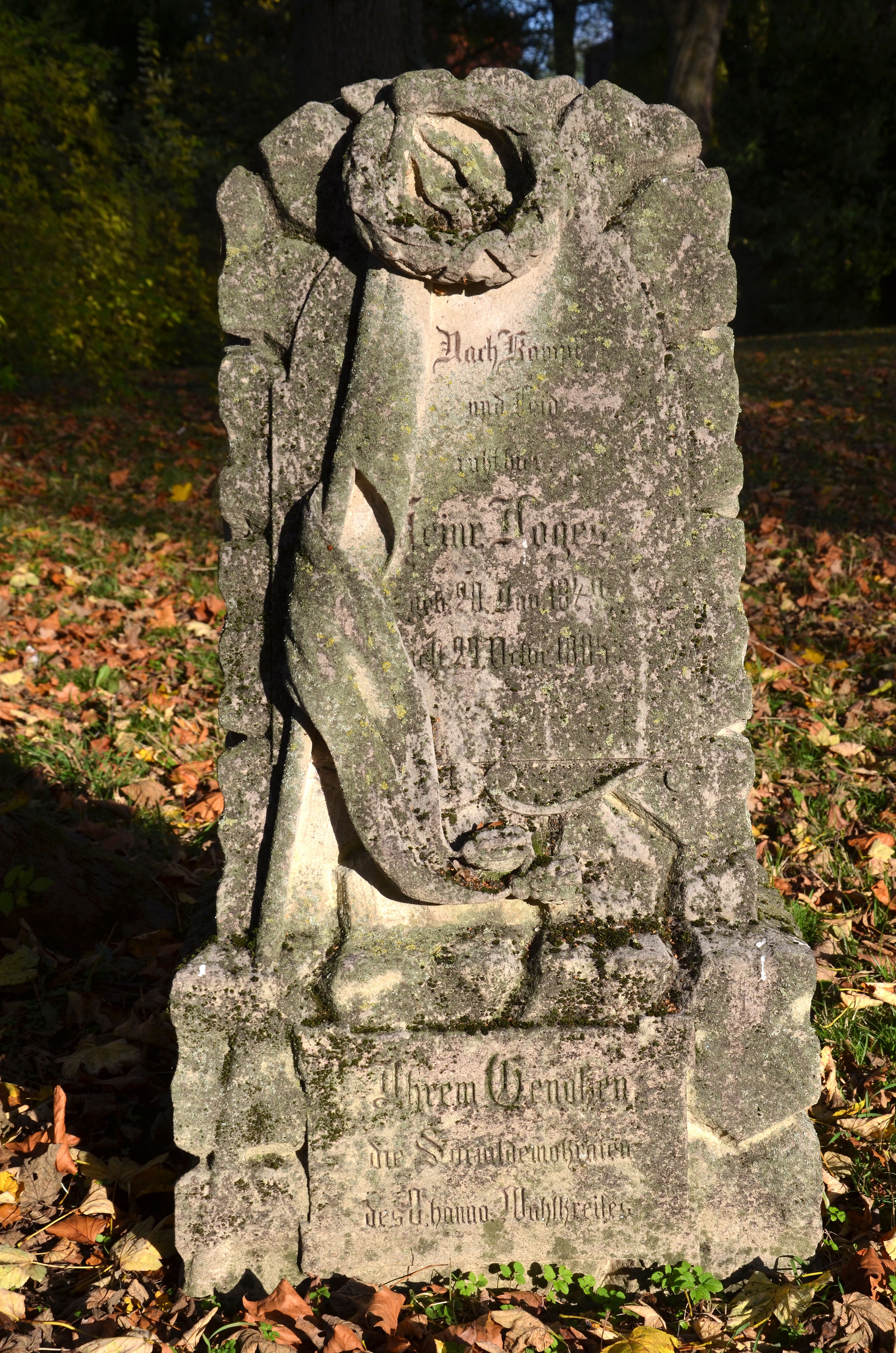
Die Inschrift für den Sozialdemokraten Heinrich Loges der Genossen des 8. hannoverschen Wahlkreises
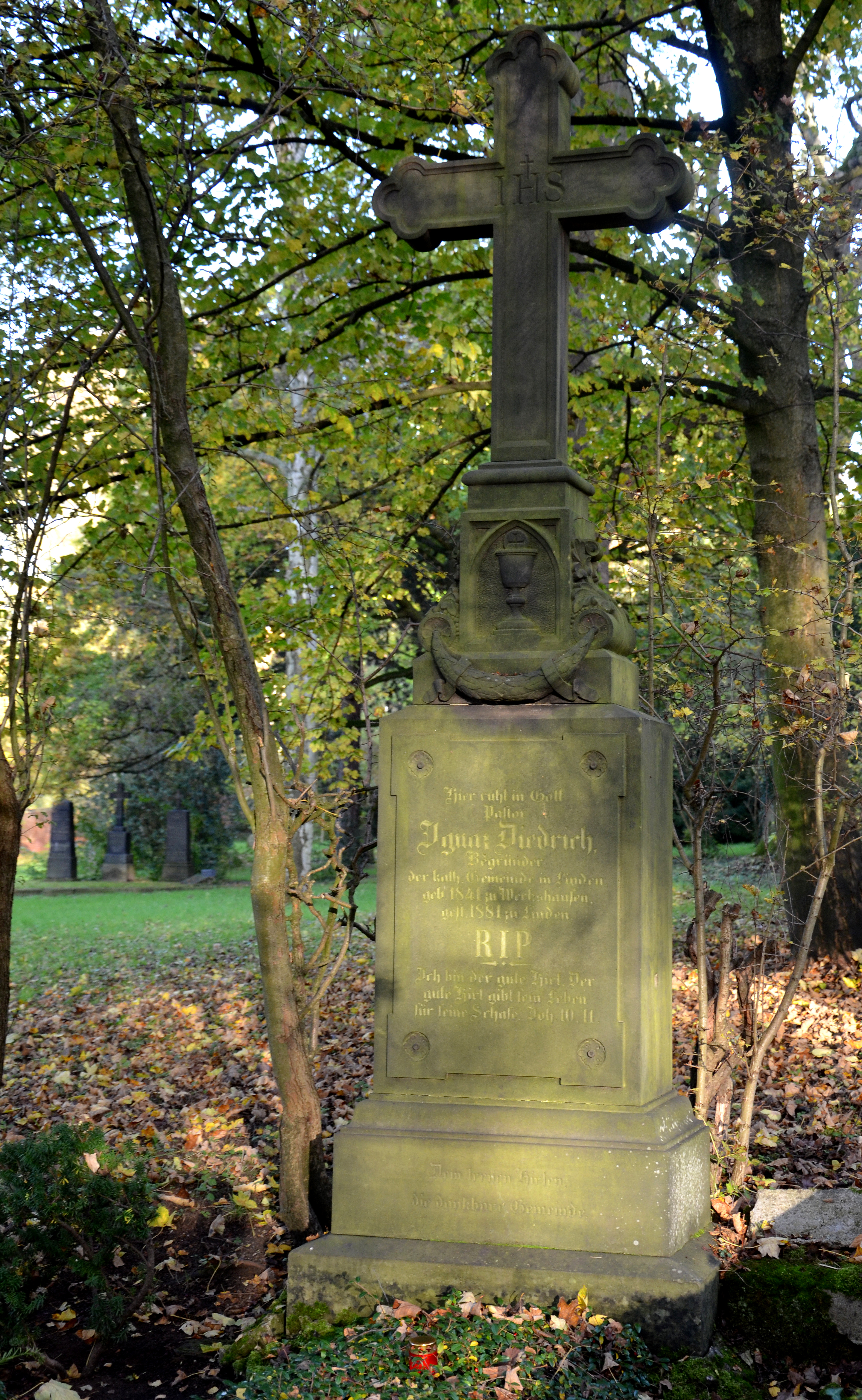
Pastor Ignaz Diedrich (1844–1881), Begründer der katholischen Gemeinde Lindens, seinerzeit nur St. Godehard
Grabmal des Kornbrennereibesitzers Christian Niemeyer (1842–1904)
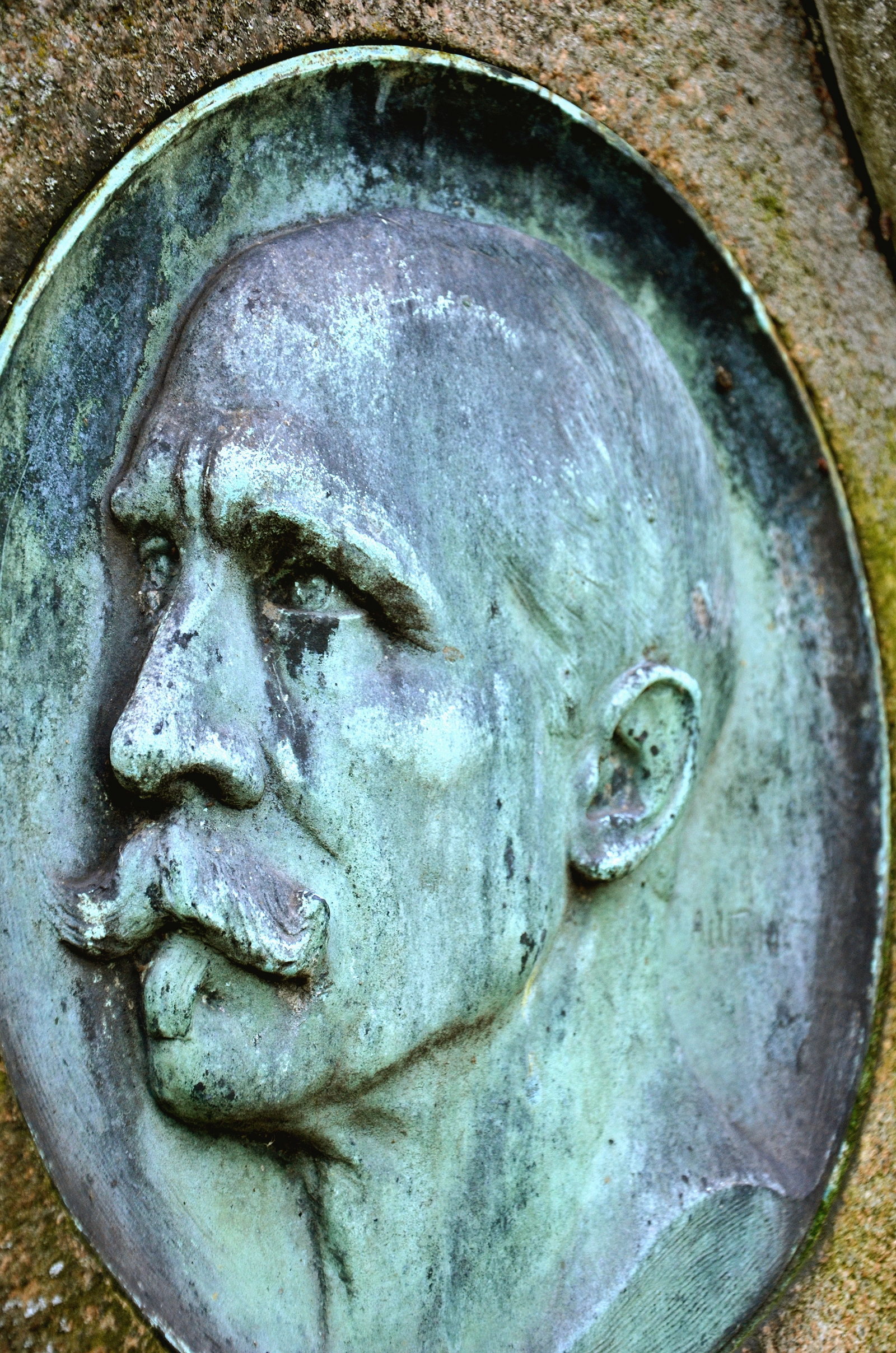
Porträt-Medaillon eines noch unidentifizierten Bildhauers mit dem Bildnis Christian Niemeyers
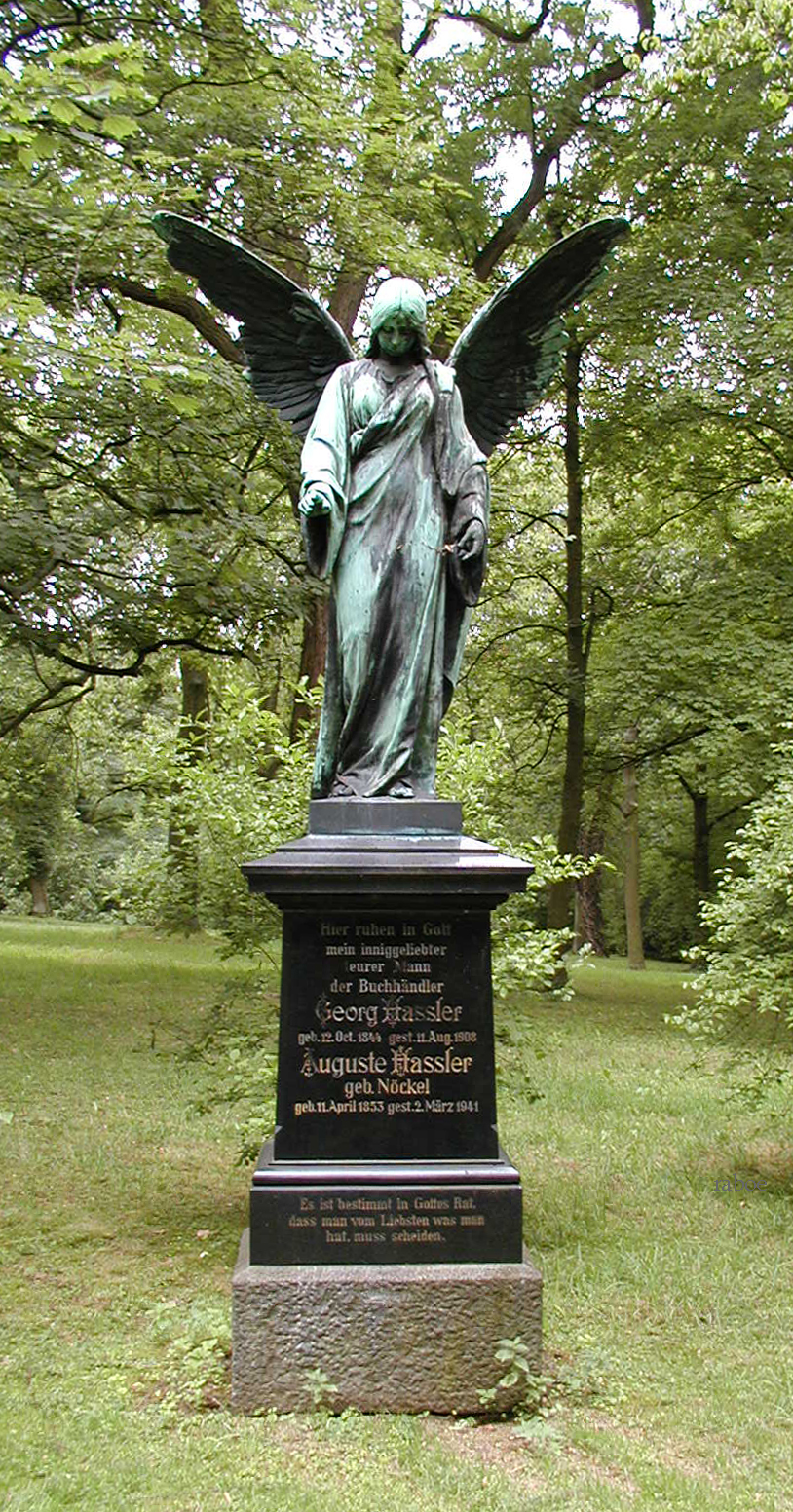
Engelsfigur nach Adolf Lehnert auf dem Grabstein des Buchhändlers Georg Hassler (1844–1908) und Auguste Nöckel († 1941)
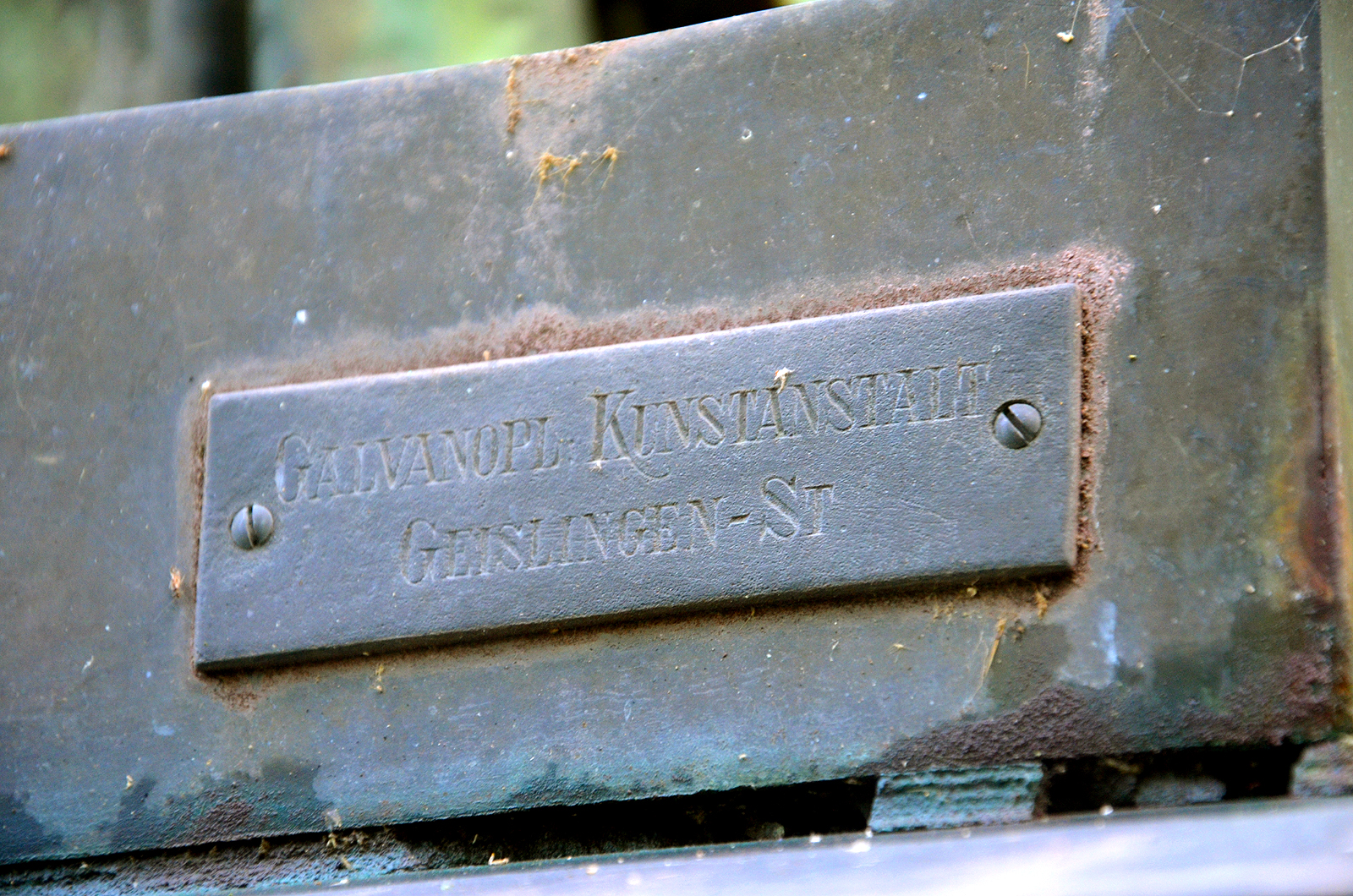
Tafel der Galvanoplastischen Kunstanstalt am Engelsfuß bei Georg Hassler
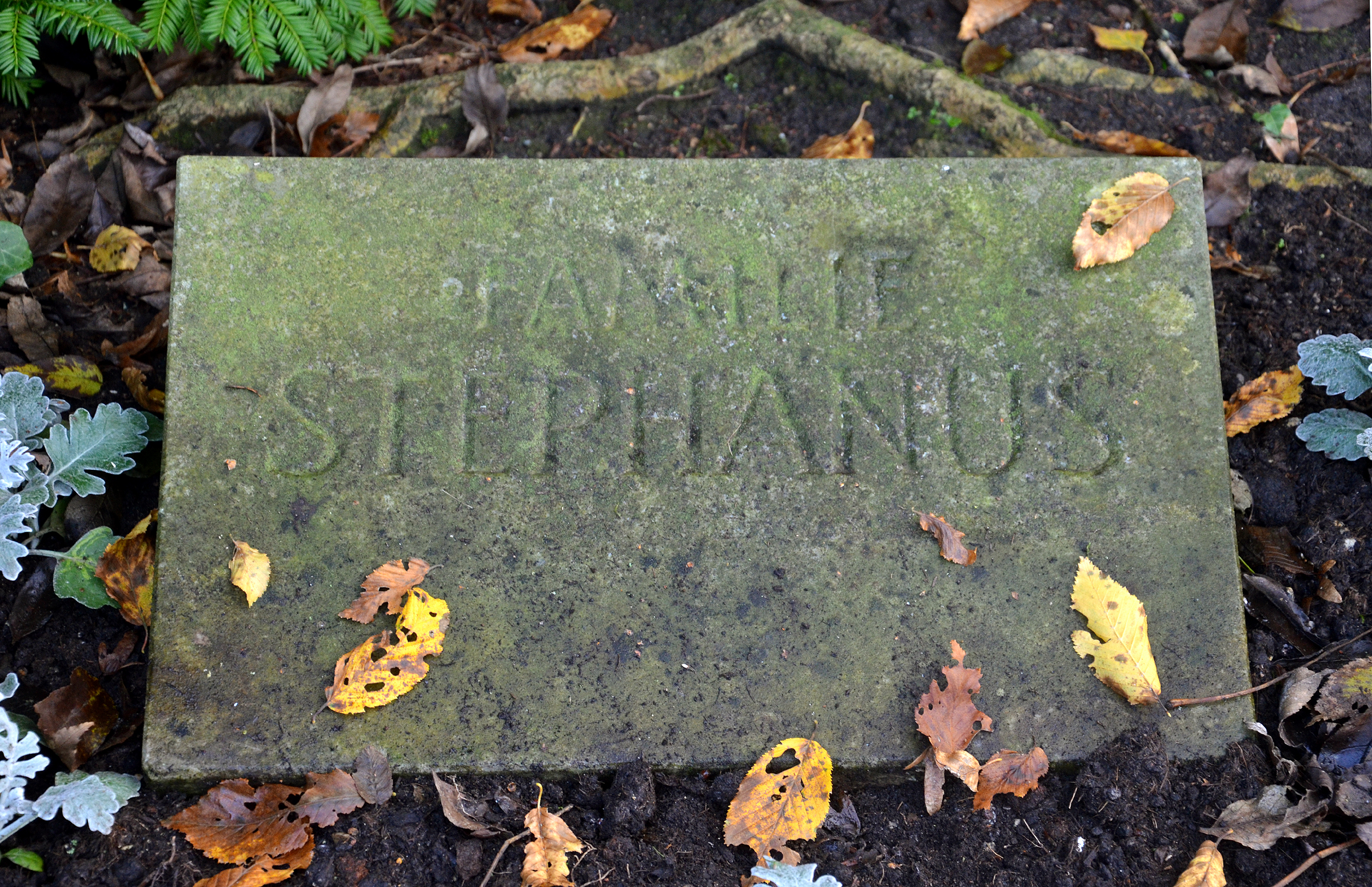
Schlichte Steinplatte für die „Familie Stephanus“, darunter Richard Stephanus
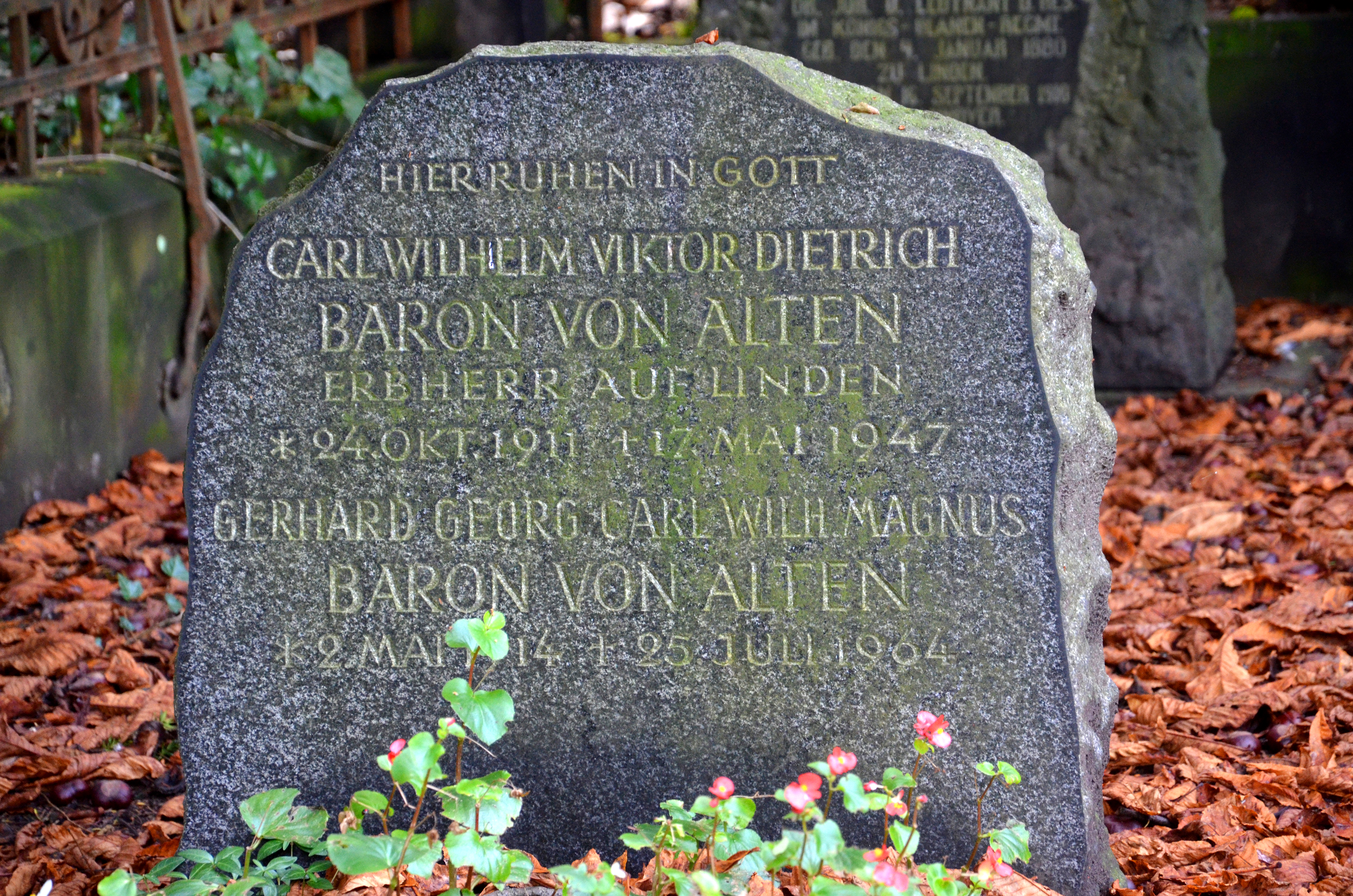
Einer der letzten Grabsteine der Familie von Alten, auf denen ein „Erbherr auf Linden“ (gemeint war das Lindener Schloss) genannt wurde